# Таар Раим
Таар Раим (на френски: Tahar Rahim) е френски актьор.

## Биография
Роден е на 4 юли 1981 година в Белфор в семейство на алжирски имигранти. Учи кино и театър в Монпелие и Париж, като започва да се снима в телевизионни сериали. Най-известен е с ролята си на Малик във филма на Жак Одиар „Пророк“ (Un prophète, 2009), за която получава „Сезар“ и ЕФА за най-добър актьор. Други известни негови роли са във филми като „Черно злато“ (Black Gold, 2011), „Миналото“ (Le passé, 2013) и Grand Central (2013).

## Избрана филмография
| година | филм        | оригинално заглавие | роля             | режисьор         |
| ------ | ----------- | ------------------- | ---------------- | ---------------- |
| 2009   | Пророк      | Un prophète         | Малик Ел Джебена | Жак Одиар        |
| 2011   | Черно злато | Black Gold          | Принц Ауда       | Жан-Жак Ано      |
| 2013   | Миналото    | Le passé            | Самир            | Асгар Фархади    |
| 2013   |             | Grand Central       | Гари Манда       | Ребека Злотовски |
| 2014   | Раната      | The Cut             | Назарет Манукян  | Фатих Акин       |